# Hintere Eggenspitze
Die Hintere Eggenspitze (italienisch Cima Sternai) ist ein 3443 m s.l.m. hoher Berg am Beginn des Ilmenkamms der Ortler-Alpen, einem Gebirge der südlichen Ostalpen. Er liegt genau auf der Grenze zwischen den italienischen Provinzen Bozen – Südtirol und Trient im Nationalpark Stilfserjoch. Nach Nordwesten, Nordosten, Südosten und Südwesten sendet die Spitze ausgeprägte, teilweise begehbare Grate. Der Berg erscheint von Osten gesehen als eine Fels- und Eispyramide, die durch ihre leichte Erreichbarkeit von der Höchster Hütte (auch Grünseehütte) aus im Sommer oft begangen wird. Im Winter führen anspruchsvolle Skitouren auf den Gipfel. Zuerst bestiegen wurde die Hintere Eggenspitze am 30. Juli 1868 durch den Kartografen und Alpenforscher Julius Payer und den Bergführer Johann Pinggera aus Sulden über die Westwand.

## Lage
Nördlich der Hinteren Eggenspitze liegt der Gletscher Weißbrunnferner, die ehemals ausgedehnten Gletscher im Osten, Süden und Westen sind durch die globale Erwärmung auf bedeutungslose Firnfelder zusammengeschmolzen. Benachbarte Berge sind im Südosten im weiteren Verlauf des Ilmenkamms die Vordere Eggenspitze mit 3385 Metern Höhe und im Nordwesten die etwa ein Kilometer entfernte 3347 Meter hohe Lorchenspitze im Zufrittkamm. Der nach Osten einbiegende Nordostgrat läuft in den ungefähr zwei Kilometer entfernten Grünsee aus, einem Stausee im hintersten Ultental, dessen Wasserspiegel auf 2529 Metern Höhe liegt.

## Stützpunkte und Besteigung
Der Weg der Erstbesteiger im Jahre 1868 führte von der südlich gelegenen Alm Malga Pra di Saènt auf 1784 Metern Höhe entlang des Wildbachs in nördlicher Richtung zum damals noch ausgedehnteren Gletscher Vedretta di Sternai und durch die Westwand zum Gipfel. Um 3.45 brach man auf und brauchte etwa 6½ Stunden für den Aufstieg. Im Anschluss wurden noch die Lorchenspitze sowie die Hintere Nonnenspitze (Cima di Rabbi, 3256 m) bestiegen, und um 18 Uhr erreichten sie die Sällentspitze (Cima di Saènt, 3215 m). Der Abstieg führte hinab ins Martelltal. 
Der heutige Normalweg auf die Hintere Eggenspitze führt als Hochtour mit entsprechender Ausrüstung und Gletschererfahrung von der Grünseehütte, am Nordostufer des Grünsees auf 2561 Metern Höhe gelegen, aus nördlich um den See herum in westliche Richtung auf den Weißbrunnerferner. Von dort verläuft der Weg zu einer Einsattelung des Eggenspitzen-Nordwestgrats und dann in südöstlicher Richtung über den firnbedeckten Nordwestgrat zum Gipfel. Die Gehzeit beträgt laut Literatur 3 bis 4 Stunden. Weitere Routen führen über den Nordostgrat, seit 1902 über den Südostgrat im Schwierigkeitsgrad UIAA II bei einer Eisneigung von 30°, sowie  durch die Westwand, den Weg der Erstersteiger, in der Kletterschwierigkeit UIAA II. Stützpunkt für diese Route ist das Rifugio Silvio Dorigoni auf 2437 Metern Höhe am oberen Ende des Val di Saènt.